# Tornay
Tornay település Franciaországban, Haute-Marne megyében. Lakosainak száma 29 fő (2022. január 1.). Tornay Argillières, Champlitte, Belmont, Genevrières és Gilley községekkel határos.

## Népesség
A település népessége az elmúlt években az alábbi módon változott:
| Lakosok száma | 87   | 44   | 46   | 36   | 33   | 33   | 31   | 30   | 29   | 29   |
|               | 1968 | 1990 | 2006 | 2011 | 2015 | 2016 | 2018 | 2019 | 2021 | 2022 |